# Barbara Strzelecka
Barbara Strzelecka (* 18. August 1928 in Warschau) ist eine polnische Cembalistin, Musikwissenschaftlerin und Komponistin.

## Leben
Strzelecka studierte bis 1957 an der Musikakademie Warschau Klavier bei Maria Wiłkomirska und bis 1970 Cembalo bei Emma Altberg in Łódź. Eine Ausbildung als Kontrabassistin absolvierte sie 1974 bei Antoine Geoffrey-Deachaume in Frankreich.
Seit Anfang der 1960er Jahre trat sie als Cembalosolistin und als Mitglied eines Kammerorchesters im polnischen Rundfunk und Fernsehen sowie bei Konzerten der Polnischen Nationalphilharmonie und der Warschauer Musikgesellschaft auf. Konzertreisen führten sie u. a. nach Straßburg, Mülhausen, Tours, Saumur, Paris und Florenz. Ihr Spezialgebiet ist die Cembalomusik des 16. und 17. Jahrhunderts. Sie nahm an musikwissenschaftlichen Kongressen und Festivals für alte Musik teil.

## Wirken
Barbara Strzelecka veröffentlichte mehrere Artikel zum Thema Cembalomusik in der Zeitschrift Ruch Muzyczny. Sie spielte u. a. zwei CDs mit französischer und polnischer Cembalomusik und eine CD mit Musik der englischen Virginalisten und Henry Purcells ein.